# Mount Twynam
Mount Twynam är ett berg i Australien. Det ligger i regionen Tumbarumba och delstaten New South Wales, i den sydöstra delen av landet, omkring 390 kilometer sydväst om delstatshuvudstaden Sydney. Toppen på Mount Twynam är 2 196 meter över havet, eller 195 meter över den omgivande terrängen. Bredden vid basen är 9,6 km. Mount Twynam ingår i Ramshead Range.
Runt Mount Twynam är det mycket glesbefolkat, med 3 invånare per kvadratkilometer.. Närmaste större samhälle är Crackenback, omkring 17 kilometer öster om Mount Twynam. 
Trakten runt Mount Twynam består i huvudsak av gräsmarker. Genomsnittlig årsnederbörd är 1 573 millimeter. Den regnigaste månaden är juni, med i genomsnitt 190 mm nederbörd, och den torraste är november, med 84 mm nederbörd.